# Wheatland (Montana)
Wheatland é uma região censitária no condado de Broadwater, estado de Montana, Estados Unidos. Tinha uma população de 568 habitantes, segundo o censo realizado em 2010.

## Geografia
Wheatland ocupa uma larga área da parte meridional do condado de Broadwater. occupies a large area in the southern end of Broadwater County. 
De acordo com o  United States Census Bureau, a região censitária de Wheatland tem uma superfície de 197,3 km2, sendo 195.9 km2 de terra e 1,5 km2 de água.